# Narzissenwiese von Bătești

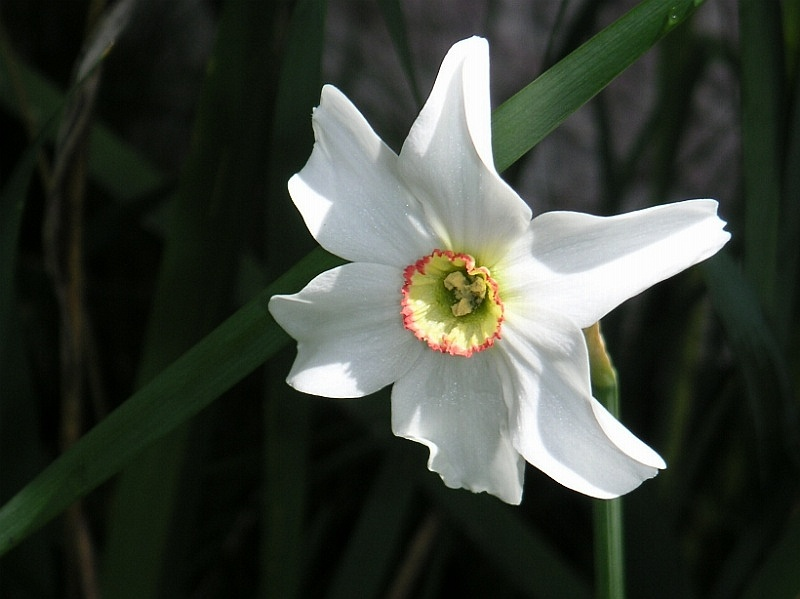
Narzisse

Die Narzissenwiese von Bătești (rumänisch: Pajiștea cu narcise Bătești) ist ein Naturschutzgebiet der IUCN-Kategorie-IV auf dem Areal der Stadt Făget im Kreis Timiș, Banat, Rumänien.

## Geografische Lage
Die Narzissenwiese von Bătești liegt im äußersten Nordosten des Kreises Timiș, auf dem Areal des Dorfes Bătești, an der Nationalstraße DN68A Făget-Margina.

## Beschreibung
Die Narzissenwiese von Bătești wurde durch das Gesetz Nummer 5 vom 6. März 2000 zum Naturschutzgebiet von nationaler Bedeutung erklärt.
Das 20 Hektar große Reservat wurde zum Schutz der Narzissen (Narcissus poeticus), die hier neben der Sibirischen Schwertlilie (Iris sibirica) anzutreffen sind, unter Naturschutz gestellt.
Legende
Da die Wissenschaftler keine Erklärung für das Phänomen haben, versucht es der Volksmund auf seine Weise. Der Legende nach, zur Zeit der Türkenkriege, gingen viele menschliche Seelen für immer verloren. Für jede dieser verloren gegangenen Seelen sprießt seitdem jährlich eine Narzisse. Erstaunlich ist, dass die Narzissen weder geschnitten noch verpflanzt werden können, da sie innerhalb von 24 Stunden verwelken.
Die Narzissenwiese von Bătești zieht jährlich viele Touristen an.